# Onthophagus eschscholtzi
Onthophagus eschscholtzi là một loài bọ cánh cứng trong họ Bọ hung (Scarabaeidae).